# Le Joueur d'échecs
Pour les articles homonymes, voir Le Joueur d'échecs (homonymie).
Le Joueur d’échecs (en allemand : Schachnovelle), également intitulé Nouvelle du jeu d'échecs dans certaines traductions, est un roman court de Stefan Zweig, publié à titre posthume en 1943. C'est la dernière œuvre de Stefan Zweig, qu'il a écrite au Brésil pendant les derniers mois de sa vie, avant son suicide.

## Histoire du livre

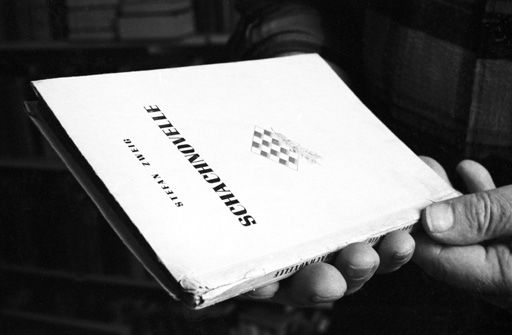
Première édition de la Schachnovelle de Stefan Zweig dans les mains de Georg P. Salzmann, Bibliothèque des livres brûlés.

Stefan Zweig écrivit la nouvelle entre 1938 et 1941 durant son exil à Rio de Janeiro au Brésil en s'inspirant de sa propre vie de solitude qu'il comble en rejouant des parties d'échecs. C'est le dernier livre de Zweig, qui mit fin à ses jours le 22 février 1942.
La première édition parut le 7 décembre 1942 à Buenos Aires avec un tirage limité à 300 exemplaires. En Europe, cette œuvre fut éditée pour la première fois en décembre 1943 à l'Exilverlag (maison d'édition pour la littérature d'exil) de Gottfried Bermann-Fischer établie à Stockholm pour publier des écrivains interdits dans l'Allemagne nazie.
La première traduction en anglais parut en 1944 à New York.
La première traduction en français parut en Suisse en 1944 et fut révisée en 1981 sans nom d'auteur.
Depuis sa parution en livre de poche en 1974, la notoriété du livre s'est beaucoup développée jusqu'à atteindre dans la durée le rang de bestseller vendu au-delà de 1,2 million d'exemplaires en Allemagne .

## Résumé
Cette nouvelle possède une structure particulière où le récit-cadre contient deux longs récits enchâssés d'une importance essentielle pour la compréhension de l'histoire.

## Sujet
Sur un paquebot voyageant de New York à Buenos Aires, se rencontrent deux joueurs d’échecs que tout sépare : le champion du monde en titre, d’origine modeste et tacticien redoutable, et un aristocrate autrichien qui n’a pu pratiquer le jeu que mentalement, isolé dans une prison nazie pendant l'occupation allemande de l'Autriche.

### Le narrateur
Le narrateur, un Autrichien en partance pour l’Argentine, est informé de la présence à bord du champion du monde des échecs, Mirko Czentović. Intelligent et passionné par la psychologie, il se met en tête de mieux comprendre ce curieux personnage.

### Czentović
L’enfance de Mirko Czentović nous est détaillée : orphelin élevé par le curé d'un village yougoslave, le jeune garçon est taciturne, apathique et ne parvient pas à apprendre ce qu’on lui enseigne. Certes lent et mou, il exécute cependant les tâches qui lui incombent ; il ne fait rien sans qu'on le lui demande et lorsqu'il a fini il s'assoit dans un coin.
Un soir, le curé et un ami, maréchal des logis, disputent une de leurs parties d’échecs quotidiennes lorsque le prêtre est demandé d’urgence pour une mourante. Le maréchal des logis, qui se retrouve sans partenaire de jeu, demande — non sans malice — à Mirko, qui fixe l’échiquier, s’il veut achever la partie. Celui-ci accepte et, surprise, bat son adversaire en quelques coups deux fois de suite. De retour, le curé s’extasie du prodige et constate que ni lui ni son ami ne sont en mesure de battre Mirko. Ils décident alors de le présenter à d’autres joueurs, plus forts. Le prodige finit par battre la plupart d'entre eux hormis deux ou trois adeptes. Ceci conduit les joueurs enthousiasmés et un vieil amateur d’échecs à lui procurer les moyens de continuer son apprentissage à Vienne. À vingt ans, il est champion du monde mais malgré son niveau de jeu, il est incapable de jouer une partie d'échecs à l'aveugle et écrit et lit très difficilement. Son manque d'éducation et de culture couplée à l'arrogance qu'il tire de sa supériorité aux échecs font de lui un homme extrêmement vénal qui profite de toutes les occasions pour gagner de l'argent : 
Et puis n’est-ce pas bigrement facile, au fond, de se prendre pour un grand homme lorsque l’on n’a jamais entendu parler de l’existence d’un Rembrandt, d’un Beethoven, d’un Dante ou d’un Napoléon ? Dans son cerveau obtus, ce type ne sait qu’une chose : depuis des mois, il n’a pas perdu une seule partie d’échecs, et comme il ne soupçonne pas qu’il y a sur cette terre d’autres valeurs que les échecs et l’argent, il a toutes les raisons de se trouver formidable.

### Intrigue
À bord du navire, le narrateur, nourrit le souhait de disputer une partie contre l’illustre maître afin de comprendre sa personnalité. Il est engagé dans une partie qui attire peu à peu de nombreux amateurs autour d’un échiquier, dont MacConnor, un ingénieur écossais ayant fait fortune en Californie. Ils finissent par attirer quelques secondes l’attention de Czentović qui, jaugeant d’un coup d’œil la qualité de jeu, ne fait que passer, de loin. Mais MacConnor le prie d’accepter de disputer une partie contre eux, ce qu'il accepte finalement, moyennant rétribution. Czentović bat naturellement ses modestes adversaires, qui jouent en équipe contre lui, puis MacConnor accepte de le rémunérer à nouveau pour une autre partie.
Au cours de la revanche, un mystérieux inconnu se porte au secours des joueurs amateurs et, doué de remarquables capacités, il leur permet d'arracher un match nul. Là, maladroit et contrit de s’être immiscé au sein de la partie, il indique aussi qu’il n’a pas touché un échiquier depuis plus de vingt ans puis se retire, laissant un public incrédule mais dont la curiosité est attisée. On découvre qu’il est autrichien, comme le narrateur ; c’est donc ce dernier qui est chargé de le « cuisiner », en jouant auprès de lui le rôle de psychanalyste.

### L’inconnu «Monsieur B.»
L’histoire de l’inconnu, « M. B. », s’avère très troublante. Avocat en Autriche, il dissimula longtemps de fortes sommes aux nazis qui, brûlant de se les approprier, faisaient malgré tout long feu. Ils finirent donc par emprisonner le notaire, mais d’une manière particulière : en effet, il est logé dans une chambre d'un hôtel de luxe (l'hôtel Métropole de Vienne) mais il n’a aucun contact avec le monde extérieur (la fenêtre est condamnée, il n’a d’autres compagnons qu’un gardien qui a ordre de ne pas lui adresser la parole et qui lui apporte seulement ses repas). Il reste ainsi plusieurs mois, il subit ensuite les premiers interrogatoires de la Gestapo. Au fur et à mesure qu’il passe du temps isolé dans sa chambre, ses réponses se font moins prudentes, il perd le contrôle de lui-même car son esprit « tourne à vide » sans rien de palpable.
Mais un jour, alors qu’il attend son interrogatoire dans une antichambre, il aperçoit, gonflant la poche d’une veste pendue à une patère, ce qu’il pense être la forme d’un livre. Merveille des merveilles à ses yeux, il doit s’en emparer pour vaincre la solitude et la folie qui le guette. « Vole-le ! », s’ordonne-t-il. À l’aide d’un stratagème risqué, il y parvint et, de retour dans sa cellule, il s’aperçoit dépité qu’il s’agit d’un livre d’échecs retraçant les coups joués lors d'un championnat du monde de cette discipline. Lui qui rêvait de la prose de Goethe ou d'une épopée d'Homère, il enrage devant des formules incompréhensibles, suites de « a1, c4, h2… » dont il ne saisit pas le sens. Mais il finit par comprendre ces codes : ils correspondent à la position des pièces sur un échiquier, et le livre est un recueil des plus grandes parties disputées par des maîtres internationaux. Après avoir essayé de se fabriquer un échiquier physique avec des boulettes de mie de pain comme pièces de jeu et son drap légèrement quadrillé, plié, en guise de plateau, il renonce presque mais s’obstine, apprenant par cœur quelques parties. Il parvient en quelques jours à se priver d'abord des pièces, puis finalement de ce support improvisé, jouant mentalement les parties. Il se familiarise ainsi avec les finesses du jeu, la tactique, etc. Les interrogatoires se passent mieux et il croit étonner ses geôliers dont il devine et pare les pièges.
Cependant, après quelques mois, l’attrait des 150 parties du livre disparaît puisqu’il les connaît toutes et qu’elles deviennent un automatisme sans intérêt quelconque. Il doit donc essayer autre chose : jouer des parties contre lui-même, avec comme principale difficulté de parvenir à faire abstraction des tactiques envisagées de part et d'autre de son échiquier virtuel, et plonger subséquemment dans une sorte de schizophrénie. Il y parvient en effet, mais au bout de peu de temps, son esprit dédoublé « perd pied ». Le gardien, qui l’a entendu crier, accourt, pensant qu’il se querelle avec une autre personne. Mais en fait, c’est contre lui-même que M. B. peste : « Joue ! Mais joue, poltron… Lâche ! … » Les Blancs et les Noirs s’invectivent en lui et, ayant perdu connaissance, il se réveille dans un hôpital d'où il tente de s'enfuir en brisant la fenêtre lui laissant une cicatrice profonde sur la main. Le docteur, compatissant, parvient à le faire libérer, le faisant passer pour fou ou irresponsable et donc sans intérêt pour les nazis qui de toute façon avaient envahi la Bohême. Il lui recommande malgré tout de ne plus rejouer aux échecs, sans quoi il pourrait rechuter dans sa schizophrénie.

### La fin de la nouvelle
Le récit se termine d’une manière logique mais inattendue. M. B. est sollicité à bord du paquebot pour affronter l’arrogant Czentović. Ils disputent une première partie et le champion capitule en repoussant les pièces avant la fin de la partie, afin de ne pas se montrer complètement vaincu. Malgré l’avertissement du médecin, « l’inconnu » ne peut résister à la tentation d’une deuxième partie et accepte de disputer une revanche. Néanmoins, un tic nerveux le prend et il devient de plus en plus agressif. Là, il « perd pied » : Czentović, qui a compris que sa lenteur exaspère son rival, joue sur cette idée et utilise tous les temps accordés par coup (10 minutes) pour jouer. Au bout de quelque temps, M. B. semble perdre le fil du jeu : sans doute a-t-il trop le temps d’anticiper pendant les interminables coups de Czentović. Le narrateur remarque qu'il boit plusieurs verres d'eau et se rappelle la soif dévorante que l'inconnu ressentait dans sa cellule. Il a en tête une partie différente de celle qu’il joue et finit par jouer un échec au roi inexistant. Il est désemparé lorsqu'il aperçoit l'échiquier qui ne correspond pas du tout à la partie qu'il avait en tête. C'est alors que le narrateur après l'avoir saisi par le bras effleure sa cicatrice en prononçant le mot « Remember ». Revenu à lui, l'inconnu se lève présente ses excuses et s'en va.
« Dommage, » dit Czentović, magnanime, « l’offensive n’allait pas si mal. Pour un dilettante, ce monsieur est en fait remarquablement doué. »

## Éditions en langue française
Cette nouvelle a connu de nombreuses traductions en langue française depuis sa date de parution.

### Livres au format de poche
- Le Joueur d'échecs (trad. Jacqueline Des Gouttes (1944), rév. par Brigitte Vergne-Cain et Gérard Rudent (1991)), Librairie générale française, coll. « Le Livre de poche » (no 7309), 1991, 94 p. (ISBN 978-2-253-05784-0)Nouvelle traduction parue en 2013  (ISBN 978-2-253-17407-3)
- Le Joueur d'échecs (trad. Diane Meur), Paris, Flammarion, coll. « GF » (no 1510), 2013, 140 p. (ISBN 978-2-08-122656-2)Édité la même année avec une présentation, des notes, un dossier et un cahier photos par Fabien Clavel dans la coll. « GF Étonnants classiques »  (ISBN 978-2-08-128970-3)
- (de) Le Joueur d'échecs (trad. Olivier Mannoni), Paris, Gallimard, coll. « Folio bilingue » (no 185), 2013, 192 p. (ISBN 978-2-07-045005-3)
- Le Joueur d'échecs (trad. Jean Bernard Torrent, préf. Carine Trevisan), Paris, Payot, coll. « Petite bibliothèque Payot : littérature » (no 948), 2013, 148 p. (ISBN 978-2-228-90991-4)
- Le Joueur d'échecs (trad. sans indication, © Delachaux et Niestlé, 1972, 1993 pour le texte de l’œuvre, notes, questionnaires et dossier par Isabelle de Lisle), Paris, Hachette, coll. « Bibliocollège » (no 87), 2014, 136 p. (ISBN 978-2-01-284800-9)
- Le Joueur d'échecs (trad. Véronique Minder, notes et dossier de Céline Calmet et Bertrand Louët), Paris, Hatier, coll. « Classiques & Cie. Collège » (no 76), 2015, 159 p. (ISBN 978-2-218-98712-0)
- Le Joueur d'échecs (trad. Dominique Autrand, présentation, notes, questions et après-texte établis par Sylvie Coly), Paris, Magnard, coll. « Classiques & contemporains : collège-lycée » (no 168), 2016, 126 p. (ISBN 978-2-210-75065-4)
- Le Joueur d'échecs (trad. Françoise Wuilmart), Paris, Robert Laffont, coll. « Pavillons Poche », 2018, 112 p. (ISBN 978-2-221-20377-4)

- Échecs (trad. Jean-Philippe Toussaint), Paris, Éditions de Minuit, 2023, 122 p.  (ISBN 978-2-7073-4890-6)

### Livres audio
- Le Joueur d'échecs (lu par Jacques Weber ; traducteurs non nommés), éditions Thélème, Paris, 2004, 2 disques compact (durée : 1 h 54 min),  (EAN 9782878622935), (BNF 39296636).
- Le Joueur d'échecs (lu par Édouard Baer ; traduction de l'allemand par Jacqueline Des Gouttes, révisée par Brigitte Vergne-Cain et Gérard Rudent), éditions Audiolib, album 25 0286 2, Paris, 2010, 2 disques compact (durée : 1 h 53 min),  (EAN 9782356412508), (BNF 42285829).

### Livre numérique
- Le Joueur d'échecs (trad. Anaïs Ngo), Les Éditions de l'Ebook malin, coll. « La Caverne des introuvables », 2013 (ISBN 978-2-36788-050-1)

## Adaptations

### Théâtre
- Sissia Buggy a mis en scène une adaptation théâtrale de Claude Mann du Joueur d'échecs, déjà jouée 850 fois.
- André Salzet en a réalisé une autre adaptation (mise en scène par Yves Kerboul en 1996) encore fréquemment représentée.
- En 2014 : Le Joueur d'échecs, adaptation Éric-Emmanuel Schmitt, mise en scène Steve Suissa, théâtre Rive Gauche, avec Francis Huster.
- En 2024, Jason Kouchak a interprété la première mondiale de sa composition Le Joueur d'échecs lors de l'ouverture de la 45e Olympiade d'échecs à Budapest[4].

### Cinéma
- Le Joueur d'échecs (Schachnovelle) est un film allemand réalisé par Gerd Oswald, sorti en 1960. L'adaptation est écrite par Gerd Oswald, Harold Medford et Herbert Reinecker ; les deux principaux protagonistes y sont interprétés par Curd Jürgens et Mario Adorf.
- Le Joueur d'échecs (Schachnovelle) est un film germano-autrichien réalisé par Philipp Stölzl, sorti en 2021. L'adaptation est écrite par Eldar Grigorian.

### Romans graphiques
- Depuis 2015, Le Joueur d'échecs est aussi une bande dessinée « librement adaptée du roman de Stefan Zweig » par Thomas Humeau publiée aux éditions Sarbacane.
- Une autre adaptation en roman graphique est Le joueur d’échecs, par David Sala, édité chez Casterman en octobre 2017. (ISBN 978-2-203-09347-8)